# Chua me núi

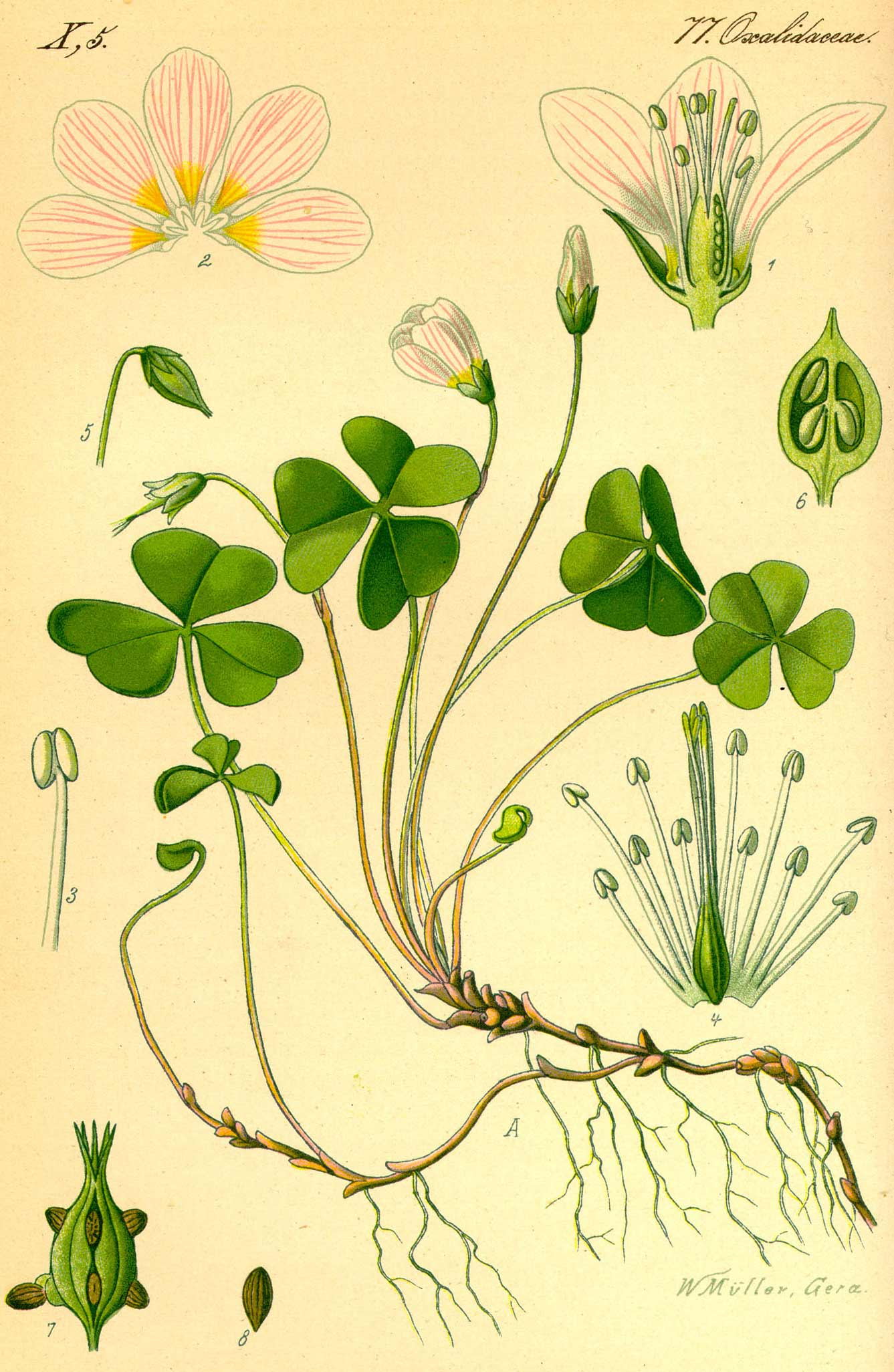
Oxalis acetosella, Otto Wilhelm Thomé Flora von Deutschland Österreich und der Schweiz (1885)

Chua me núi hay me đất chua (danh pháp hai phần là Oxalis acetosella) là cây thuộc chi Chua me đất, phổ biến ở châu Âu và một phần châu Á. Tên khoa học của loài cây này xuất phát từ vị chua của nó.
Chua me núi là cây cỏ nhiều năm, cao từ 30 cm đến 40 cm, thân rễ mọc trườn. Tại Việt Nam cây ra hoa vào tháng 7 đến tháng 8.

## Hình ảnh

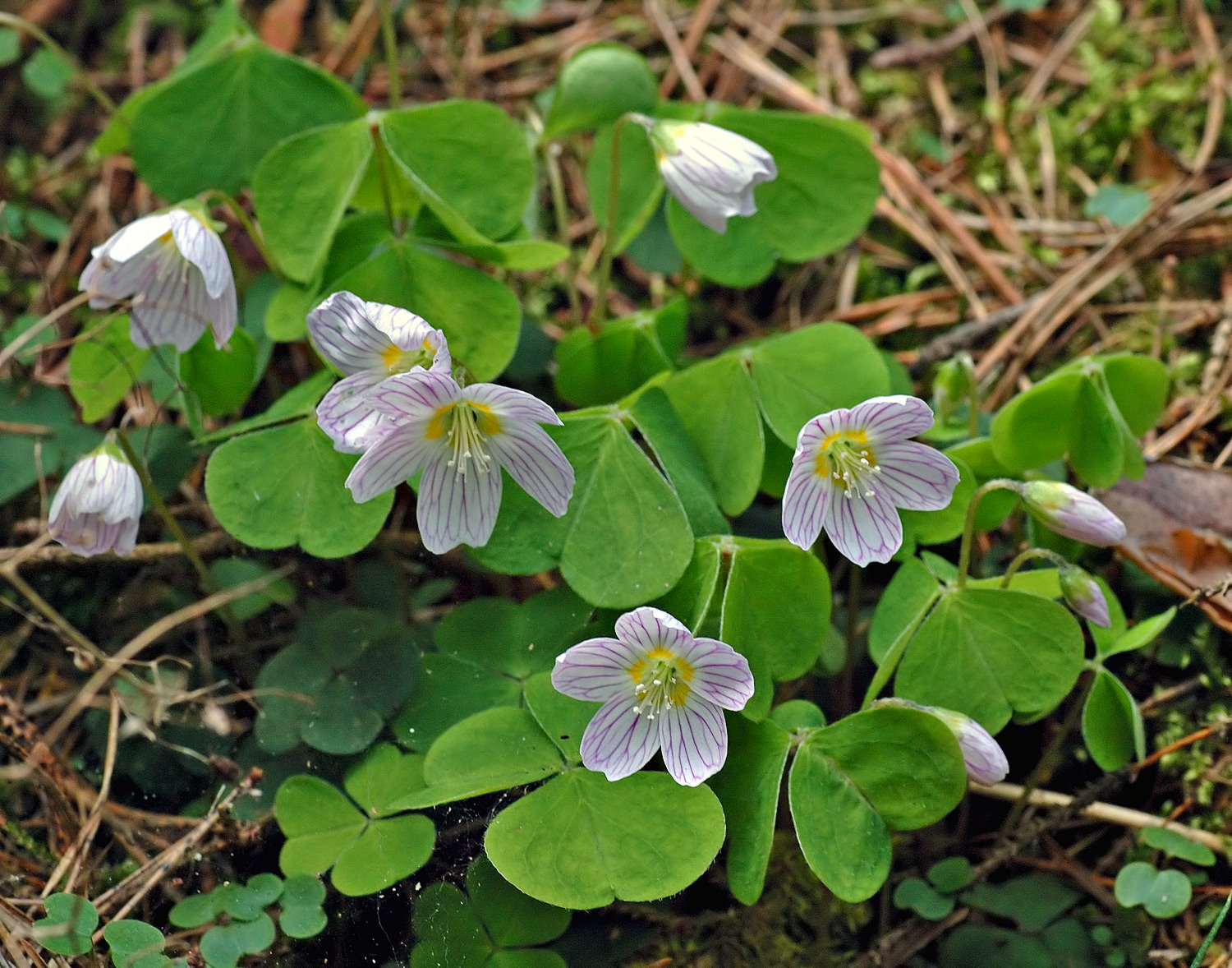
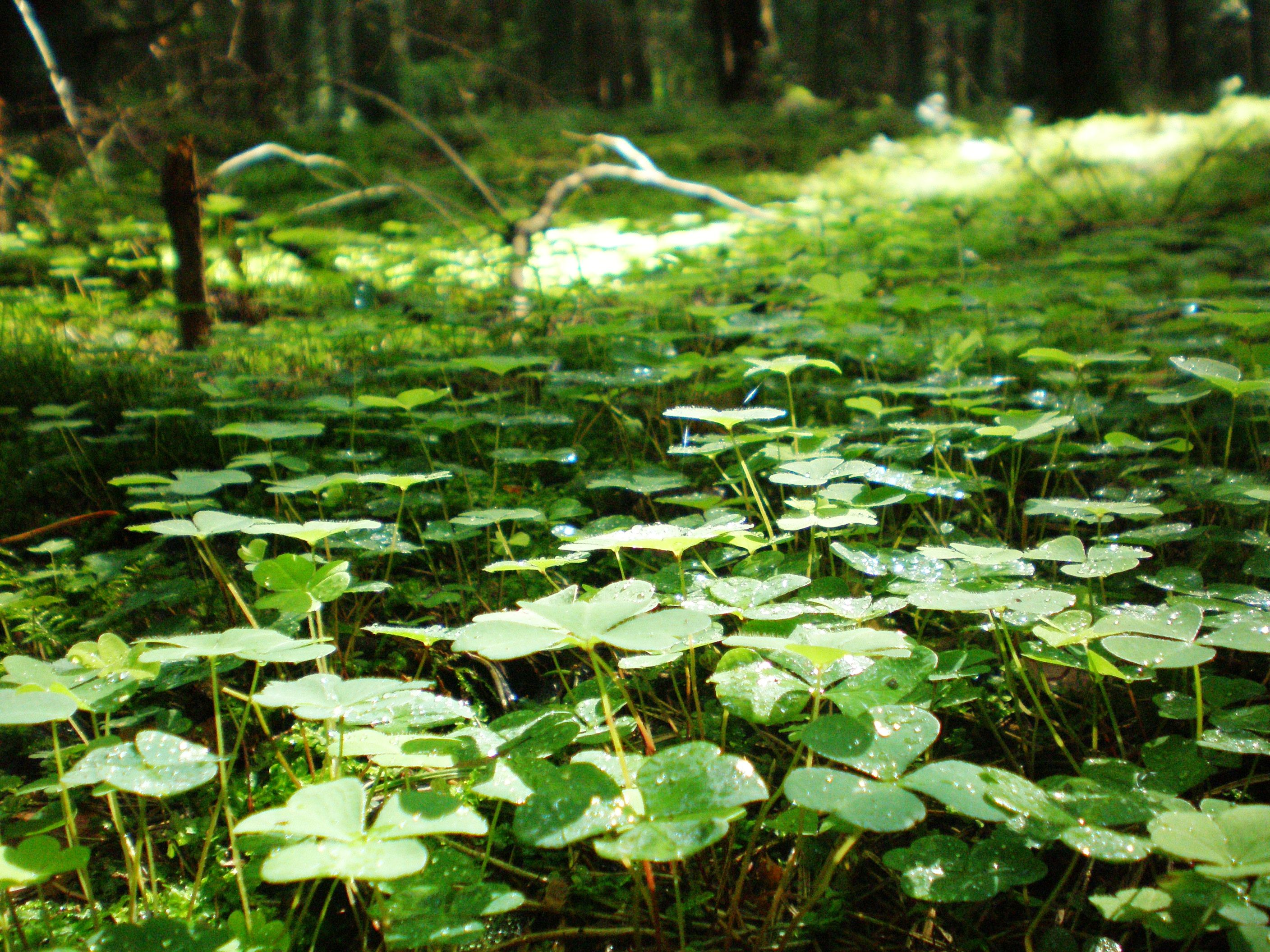
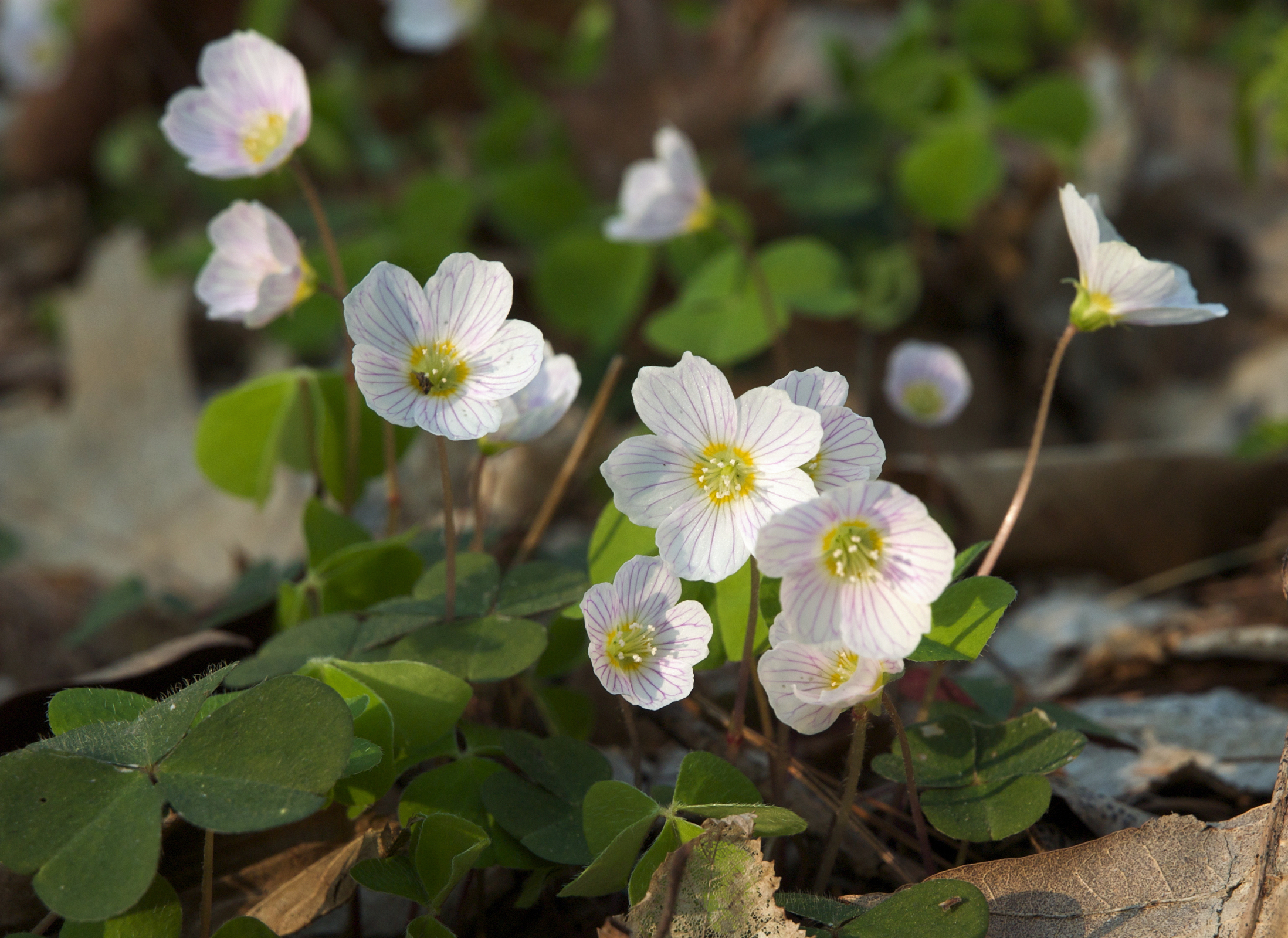
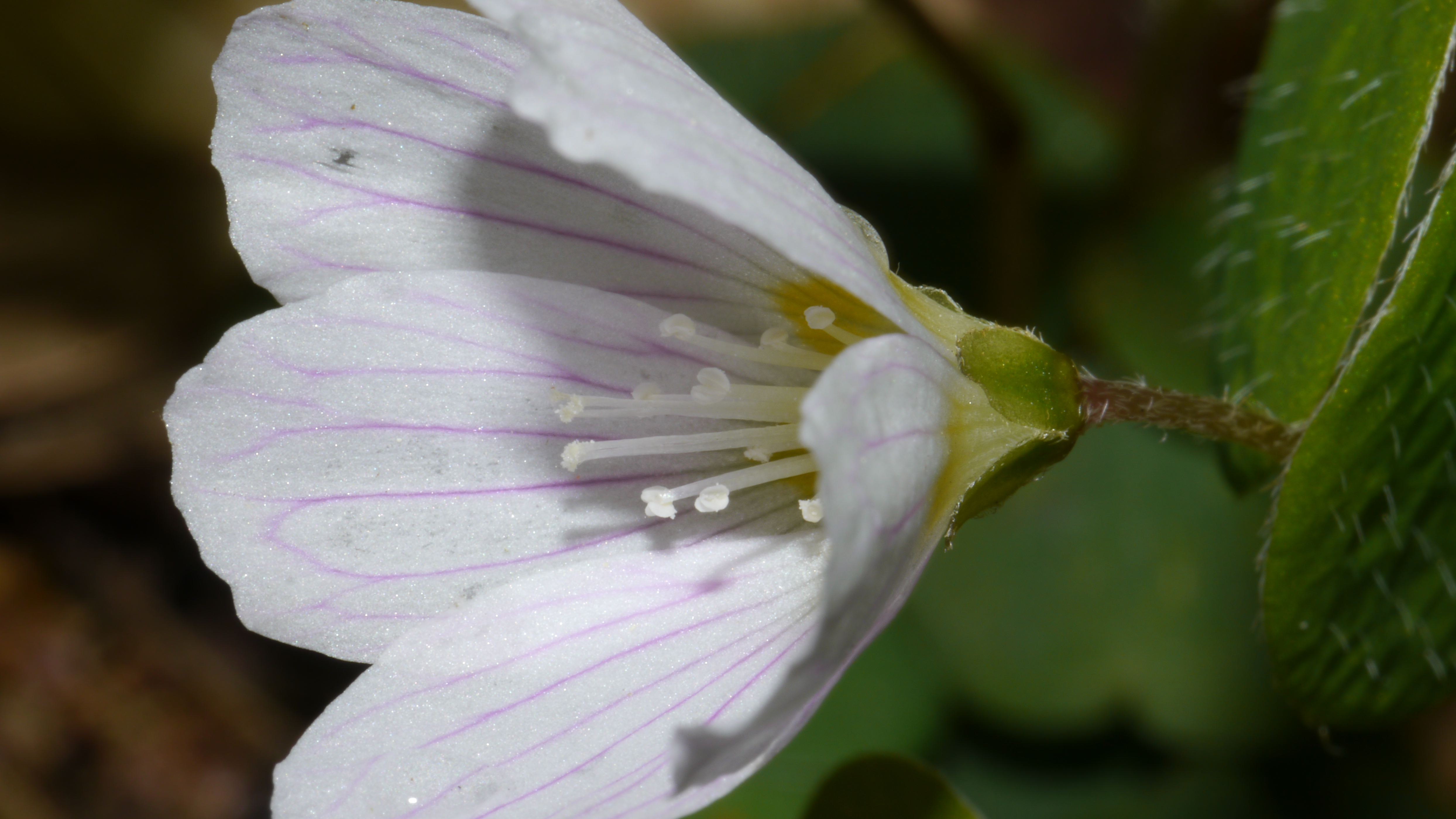